# Roberto Serniotti
Roberto Serniotti (ur. 1 maja 1962 w Turynie) – włoski trener siatkarski, były szkoleniowiec Asseco Resovii Rzeszów, obecnie trener włoskiego Cuneo Vbc Ubi S. Bernardo, występującego w Serie B.

## Kariera klubowa
Karierę trenerską rozpoczynał jako II trener w zespole Alpitour Cuneo. Przed sezonem 1999/2000 został I szkoleniowcem zespołu z Piemontu, funkcję tę pełnił do 16 stycznia 2000 r. W latach 2000–2002 pracował w Panathinaikosie Ateny, a sezonie 2002/2003 ponownie zasiadał na ławce zespołu z Cuneo jako II trener. W latach 2003–2006 był trenerem francuskiego Tours VB, z którym wygrał Ligę Mistrzów w 2005 roku. Następnie do 2008 r. prowadził zespół M. Roma Volley, który doprowadził do zwycięstwa w Pucharze CEV w 2008 r. W latach 2008–2009 prowadził rosyjski Jarosławicz Jarosław, a od 29 grudnia 2010 r. do końca sezonu 2009/2010 włoską drużynę Prisma Taranto. W latach 2010–2013 był asystentem Radostina Stojczewa w Trentino Volley, a w sezonie 2013/2014 I trenerem tego zespołu. Od 2015 do 2017 roku prowadził Berlin Recycling Volley, wygrywając z nim Puchar CEV 2015/2016 oraz zajmując 4. miejsce w Lidze Mistrzów w sezonie 2016/2017. Przed sezonem 2017/2018 został szkoleniowcem Asseco Resovii Rzeszów, jednak na początku grudnia 2017 r. klub ten zakończył z nim współpracę ze względu na niesatysfakcjonujące wyniki i styl gry zespołu. Od lutego 2018 r. prowadzi występującą we włoskiej Serie B drużynę Cuneo Vbc Ubi S. Bernardo.

## Kariera reprezentacyjna
W latach 2003–2004 był w sztabie reprezentacji Francji w siatkówce, a w 2005 roku współpracował w reprezentacji Włoch z selekcjonerem Gian Paolo Montalim. W 2010 r. trenował reprezentację Francji B.